# Atletism la Jocurile Olimpice de vară din 1924 - Săritura cu prăjina (masculin)
Proba masculină de săritură cu prăjina de la Jocurile Olimpice de vară din 1924 a avut loc la data de 9 iulie 1924. Au concurat 20 sportivi din 13 țări, numărul maxim de sportivi acceptat dintr-o țară fiind de patru.

## Recorduri
Înaintea acestei competiții, recordurile mondiale și olimpice erau următoarele:
| Record           | Atlet              | Rezultat | Loc                  | Data           |
| ---------------- | ------------------ | -------- | -------------------- | -------------- |
| Recordul mondial | Charles Hoff (NOR) | 4,21 m   | Copenhaga, Danemarca | 22 iulie 1913  |
| Recordul olimpic | Frank Foss (USA)   | 4,09 m   | Anvers, Belgia       | 20 august 1920 |

## Program
| Data                   | Oră   | Etapă      |
| ---------------------- | ----- | ---------- |
| Miercuri, 9 iulie 1924 | 14:00 | Calificări |
| Joi, 10 iulie 1924     | 14:30 | Finala     |

## Rezultate

### Calificări
Calificările au avut loc miercuri, 9 iulie 1924, și au început la ora 14:00. Toți săritorii cu prăjina care au reușit să depășească 3,66 metri s-au calificat pentru finală. Ordinea de sărituri și seriile de sărituri nu sunt disponibile.
| Loc | Sportiv                 | Țară                       | Înălțime | Note |
| --- | ----------------------- | -------------------------- | -------- | ---- |
| 1   | Lee Barnes              | Statele Unite ale Americii | 3,66     | C    |
| 1   | James Brooker           | Statele Unite ale Americii | 3,66     | C    |
| 1   | Glen Graham             | Statele Unite ale Americii | 3,66     | C    |
| 1   | Maurice Henrijean       | Belgia                     | 3,66     | C    |
| 1   | Henry Petersen          | Danemarca                  | 3,66     | C    |
| 1   | Victor Pickard          | Canada                     | 3,66     | C    |
| 1   | Ralph Spearow           | Statele Unite ale Americii | 3,66     | C    |
| 8   | Paul Dufauret           | Franța                     | 3,55     |      |
| 8   | Irvine Francis          | Canada                     | 3,55     |      |
| 8   | Maurice Vautier         | Franța                     | 3,55     |      |
| 11  | Robert Duthil           | Franța                     | 3,40     |      |
| 11  | Eurico de Freitas       | Brazilia                   | 3,40     |      |
| 11  | Harry de Keijser        | Olanda                     | 3,40     |      |
| 11  | Marcel Muzard           | Franța                     | 3,40     |      |
| 15  | Stefan Adamczak         | Polonia                    | 3,20     |      |
| 15  | James Campbell          | Marea Britanie             | 3,20     |      |
| 15  | Valter Ever             | Estonia                    | 3,20     |      |
| 15  | František Fuhrherr-Nový | Cehoslovacia               | 3,20     |      |
| 15  | Yrjö Helander           | Finlanda                   | 3,20     |      |
| 15  | Argyris Karagiannis     | Grecia                     | 3,20     |      |

### Finala
| Loc | Sportiv           | Țară                       | Înălțime |
| --- | ----------------- | -------------------------- | -------- |
| 1   | Lee Barnes        | Statele Unite ale Americii | 3,95     |
| 2   | Glen Graham       | Statele Unite ale Americii | 3,95     |
| 3   | James Brooker     | Statele Unite ale Americii | 3,90     |
| 4   | Henry Petersen    | Danemarca                  | 3,90     |
| 5   | Victor Pickard    | Canada                     | 3,80     |
| 6   | Ralph Spearow     | Statele Unite ale Americii | 3,70     |
| —   | Maurice Henrijean | Belgia                     | FM       |